# Сакаліба

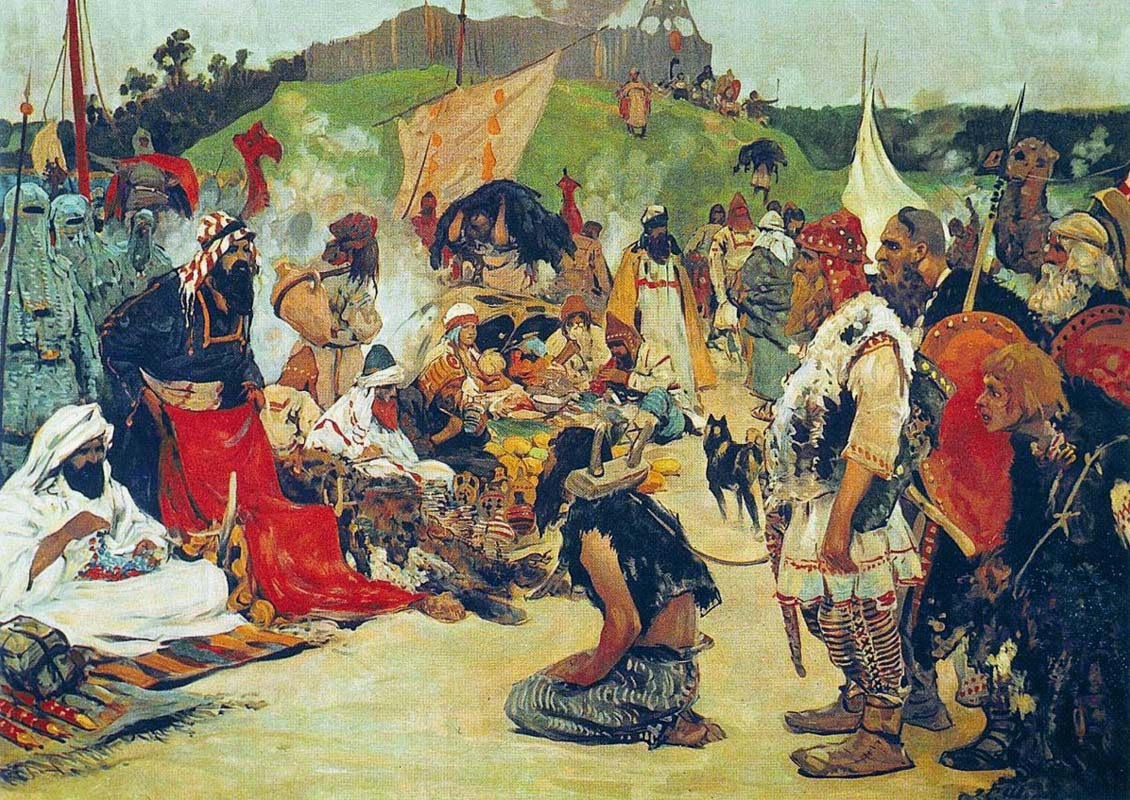
Работоргівля на Русі

Сака́ліба (араб. صقالبة, Ṣaqāliba; одн. Ṣaqlabī) — назва слов'ян у середньовічних арабських джерелах. У широкому сенсі — раби-європейці, або найманці-християни у мусульманських військах Північної Африки, Сицилії й Андалусії. Походить від грецької назви слов'ян — «склавіни». В іспанській арабській термін позначав рабів слов'янського походження, переважно кастрованих євнухів; згодом — усіх білих рабів-іноземців, а також європейських найманців і купців. Також — Ска́ліба, Саклабі́.

## Походження
Істахрі називав Саклабі світлих тюрків, як і Гарнаті, Гардізі, слов'ян він називав — славійа, написавши, що вони жили на захід від Києва, руси — в Києві, а Арсанія — північніше Києва. З сакаліба араби асоціювали найчастіше світловолосих людей. Згодом терміном сакаліба іменувалися слов'янські невільники, що вивозяться в ісламські країни. Тому слід поділяти поняття слов'янин (славійа), Саклабі, та куманів та ін. світловолосих тюрків, що називали схожими термінами.
Також так називали слов'янських рабів і найманців в середньовічному арабському світі, на Близькому Сході, Північній Африці, Сицилії і Андалусії. Заведено вважати, що арабський термін запозичений з візантійських джерел: saqlab, siklab, saqlab і т. д. і це викривлений грецький термін Sklavinoi (склавіни). Це слово також часто використовується в цілому стосовно всіх рабів з Центральної та Східної Європи.
Перський хроніст Ібн Аль-Фаліх пише, що існує два типи saqaliba: ті, що зі смаглявою шкірою і темним волоссям, які живуть на березі моря, і ті що зі світлою шкірою і світлим волоссям, які живуть далеко від моря. Абу Зейд аль-Балх описав три основні центри сакалібів — Куявія, Славія та Артанія.
Ібрагім ібн Якуб поставив народ «Saqalib» в гірських районах центральних Балкан, на захід від болгар і на схід від «інших слов'ян» (боснійських, хорватських і сербських земель). Сакаліби мали репутацію «найсміливіших і жорстоких».

## Розселення
Існували кілька основних шляхів торгівлі слов'янськими рабами в мусульманському світі: через країни Центральної Азії (монголи, татари, хазари та ін); через Середземне море (Візантія) по Центральній і Західній Європі в Аль-Андалус і далі на північ Африки (Марокко, Єгипет). Волзький торговий шлях і в інших європейських маршрутах, відповідно до Ібрагіма ібн Якуб, були обслуговуватися єврейськими купцями. Феофан згадує, що халіф Муавія Омейядов зупинив цілу армію з 5000 слов'янських найманців в Сирії в 660 р.
У Іберії, Марокко, Дамаск і Сицилії, їх роль можна порівняти з діяльністю мамлюків в Османській імперії. Деякі сакаліби стали правителями Taifas (князівства) в Іберії після розпаду халіфату Кордова.
Цілком можливо, що в деяких старих текстах сакаліба стосується інших народів Східної Європи. Зокрема, Ібн Фадлан називає правителя Волзької Болгарії як «Король Saqaliba». Це може бути або тому, що багато слов'яни, як раби й прості поселенці жили в їх володіннях в той час, або тому, що на момент написання, болгари управління слов'янських землях.
Слов'янське населення контактувало з мусульманським світом особливо інтенсивно в середньовічний період: європейські (зокрема італійські та провансальські), мусульманські та єврейські работорговці продавали слов'янських рабів до Криму, південну Європу і Візантію. Работоргівля в середньовічній Європі XII—XVI століть набула широкого поширення в містах по всьому Середземномор'ю. Слов'ян полонили й доставляли в Крим, Північне Причорномор'я і Приазов'ї монголи, татари, хазари та ін. кочові народи. Після підкорення Болгарії греками, чимало слов'ян потрапило і на невільницькі ринки Константинополя. Звичайно, те, що невільниками — вихідцями з Славії — торгували як самі слов'янські верхи й в додержавні, і до державних періодів, так само як і войовничі сусіди слов'ян, було відомо давно. Не менш популярним був і наймання слов'ян у війська різноманітних східних держав, особливо Візантії, що розселилися слов'ян в Малій Азії, де багато хто з них спочатку еллінізовані, а потім перейшли в іслам. Пізніше до послуг слов'ян вдавалися і багато ісламські країни. Феофан Сповідник згадав у своїх літописах, що цілу слов'янську армію чисельністю більш ніж 5000 осіб розселили в Сирії арабські халіфи ще в 660-х рр.